# 藤原道子
藤原 道子（ふじわら みちこ、1900年5月26日 - 1983年4月26日）は、日本の政治家、衆議院議員（2期）、参議院議員（4期）。衆議院議員時代は、山崎 道子（やまざき みちこ）で活動した。

## 経歴
1900年5月26日、岡山県児島郡（旧宇野町、現玉野市）出身。幼少期に生家が没落したため小学校を5年で中退して印刷女工などをしながら後に上京、1915年看護婦試験に合格。賀川豊彦の影響を受けてクリスチャンとなる。派出看護婦、巡回産婆も経験し1925年日本労農党の山崎釼二と結婚、夫婦で貧困と戦いながら農民運動に勤しんだ。1946年の総選挙で静岡県（大選挙区の全県1区）から日本社会党より「山崎道子」として立候補して初当選。翌年の総選挙からは静岡2区から立候補して当選。この選挙では夫の山崎も同じ選挙区から無所属で立候補した（落選）。1948年山崎と離婚。1949年の総選挙で落選。以後、「藤原道子」として1950年から参議院全国区に回り、4期連続当選した。売春防止法制定、婦人問題に取り組み、社会党女性議員の代表格として活動、参議院労働委員長、同法務委員長、同決算委員長を務めた。
1972年秋の叙勲で勲一等瑞宝章受章、同年参院永年在職議員表彰。
1983年4月26日死去、82歳。死没日をもって従三位に叙される。

## 人物
新東京国際空港（現成田国際空港）の一坪共有地の名義人の1人であった。

## 著書
- ひとすじの道に生きる―藤原道子自伝（集団形星、1972年）
  - 藤原道子―ひとすじの道に生きる（日本図書センター、1998年）